# Sara Jenkins
Sara Katherine Jenkins (* 25. Januar 1941 in Brantford als Sara Barber; † 22. Oktober 2020 in Ottawa) war eine kanadische Schwimmerin.

## Biografie
Sara Jenkins nahm an den Olympischen Sommerspielen 1956 in Melbourne an den Schwimmwettkämpfen teil. Im Wettkampf über 100 m Rücken wurde sie Siebte und über 100 m Schmetterling belegte sie den achten Rang. Mit der kanadischen Staffel über 4 × 100 m Freistil belegte sie Rang fünf.
Es folgten drei Silbermedaillen bei den Panamerikanischen Spielen 1959 in Chicago. Sowie jeweils eine Silber- und eine Bronzemedaille bei den British Empire and Commonwealth Games 1958 und 1962.
Bei ihrer zweiten Olympiateilnahme in Rom 1960 startete sie im Wettkampf über 100 m Rücken und mit der kanadischen Staffel über 4 × 100 m Lagen. Beide Male konnte sie das Finale nicht erreichen. Zwei Jahre später beendete sie ihre aktive Karriere. 1965 heiratete sie Don Jenkins und zog nach Orillia, wo sie als Sportlehrerin und Sozialarbeiterin tätig war. 1994 wurde sie in die Ontario Aquatic Hall of Fame aufgenommen.
Im Oktober 2020 starb sie an den Folgen einer Alzheimer-Krankheit.